# Бэтмен (преступник)
Бэтмен, или насильник Батмен — прозвище неизвестного мужчины, совершившего серию изнасилований в Англии с 1991 по 2000 год. Также есть предположение, что он может быть причастен к одному убийству, совершённому в 1996 году.

## Преступления
Вся серия (кроме одного эпизода) были совершены в городе Бат. Первое изнасилование произошло 21 мая 1991 года. Преступник напал на 36-летнюю женщину, которая возвращалась домой на автомобиле. Дальнейшие изнасилования шли по одной схеме — насильник, угрожая ножом, заставлял отвезти их обоих куда-нибудь в отдаленное безлюдное место. В 1999 году он совершил неудачную попытку изнасилования. На месте преступления осталась его шапка с логотипом Бэтмена. Имя этого супергероя стало условным прозвищем насильника.
Свои нападения насильник совершал в зимнее время года. Он был склонен к фетишизму, а особенно к колготкам. Известны случаи, когда он заставлял женщин снимать трусы, но при этом надеть обратно снятые колготки. Был создан список его предположительных примет:
- белый мужчина;
- худого или среднего телосложения;
- в возрасте от 30 до 50 лет;
- иногда носит бейсболку;

На счету «Бэтмена» 17 канонических эпизодов. Расследование по делу «Бэтмена» длится уже более 22 лет. Это самое продолжительное расследование об изнасилованиях, оно носит кодовое название «Операция Орёл» (англ. Operation Eagle). Было проверено множество подозреваемых, однако на 2016 год нет какой-либо информации о привлечении преступника к суду.